# 코코넛에 의한 사망

영어와 일본어로 표시된 코코넛 낙하 경고문, 호놀룰루

다음은 코코넛에 의한 사망에 관한 내용이다.
코코넛이 나무에서 떨어져 사람을 때리면 등, 목, 어깨, 머리 등에 심각한 부상을 주며, 몇몇 경우는 치명적이다. 1984년 "코코넛 낙하로 인한 부상" 연구로 인해, 나무에서 떨어진 코코넛으로 인한 사망자 수를 과장한 주장이 퍼져나갔다. 도시 전설에 따르면 매년 몇몇 사람이 코코넛 때문에 죽는다. 이러한 도시 전설은 2002년 저명한 상어 공격 전문가의 연구에 매년 전 세계적으로 코코넛 낙하가 150명의 목숨을 앗아간다고 인용된 후, 더 힘을 얻었다. 이 통계는 1년에 5명 정도인 상어 공격으로 인한 사망자 수와 대조를 이뤘다. 코코넛 낙하로 발생하는 사망위험에 대한 우려로, 2002년 호주 퀸즐랜드 지방 당국은 해변에서 코코넛 나무를 제거하였다. 한 신문은 코코넛을 "살인 과일"이라고 불렀다.
이러한 코코넛 사망에 대한 역사적 기록은 1770년대까지 거슬러 올라갔다. 제2차 세계대전 동안 남태평양에서 코코넛은 치명적인 역할을 했다. 여러 역사적 사료에 따르면 일본 제국군은 열대과일에 산과 수류탄을 채워 "코코넛 폭탄"을 제작했다.

## 배경

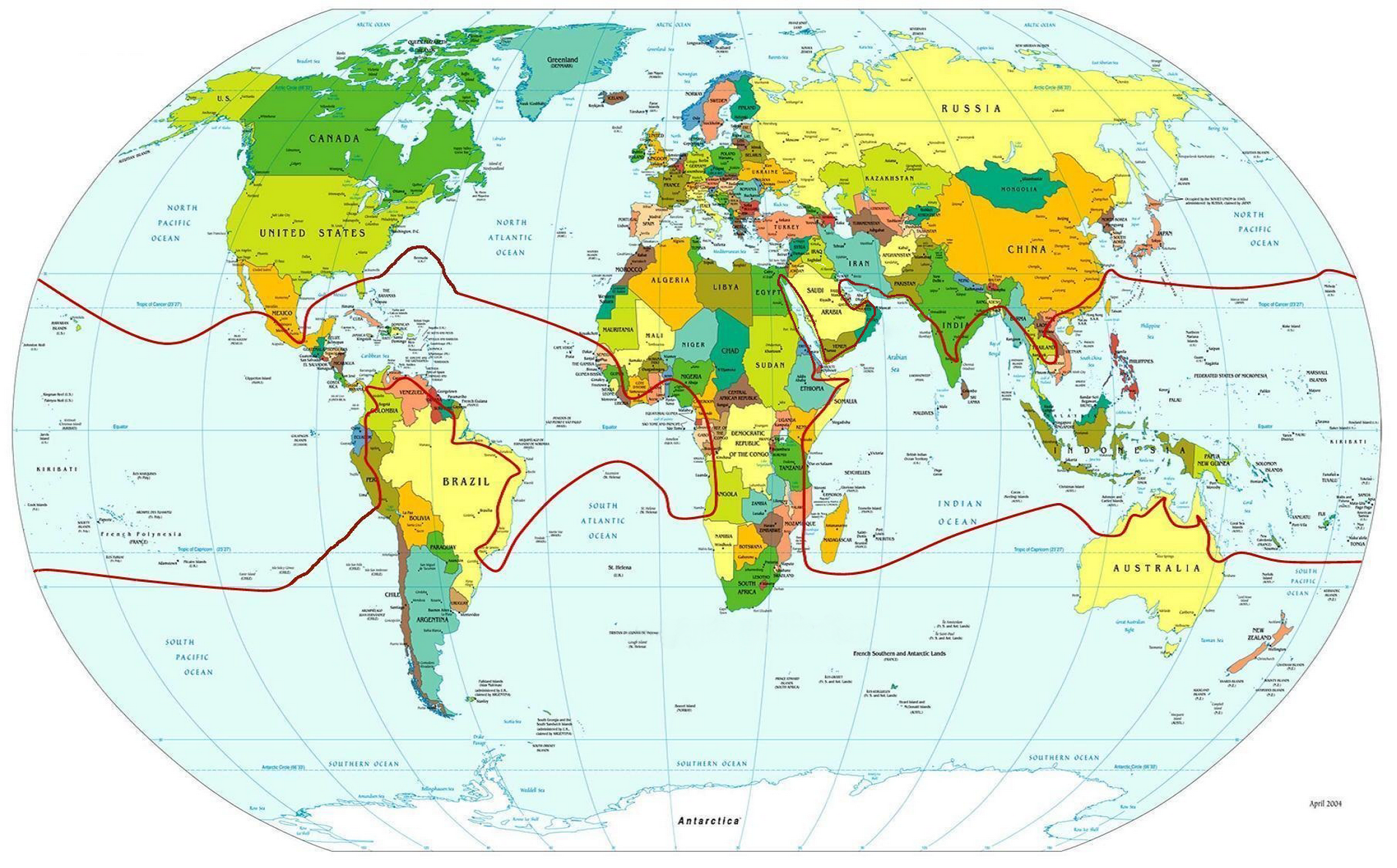
코코넛의 자생 범위(붉은 선 안쪽), Werth (1933))

코코넛 나무는 30m까지 자라며, 4~6m의 날개 모양의 잎사귀에 60~90cm의 작은 잎사귀가 달려있다. 낙엽은 나무줄기쪽으로 떨어져 거름이 된다. 잘 생장하고 무성한 나무는 한 해 75개 이상의 열매가 열리기도 하지만, 대개 30개보다 적게 열린다. 완전히 자란 코코넛의 무게는 약 1.44kg이다. 세계 80여국에서 재배되는 코코넛의 연간 생산량은 약 6,100만톤이다.
 코코넛 낙하로 인한 사망에 대한 전설의 시초는 1984년 피터 발스 박사가 Journal of Trauma(현 Journal of Trauma and Acute Care Surgery)에 발표한 "Injuries Due to Falling Coconuts"이었다. 파푸아뉴기니에서 4년 간 활동하여 발표한 그 논문에서 외상 환자 중 2.5%가 코코넛 낙하에 따른 부상으로 입원하였고, 대략 1년에 두 명 정도의 사망자가 보고되었다. 다른 지역에서도 같은 빈도로 사고가 발생했을 것이라는 잘못된 가정에 따라 세계적으로 사망자가 150명에 이를 것이라고 잘못 인용되어 퍼져나갔다. 2012년 3월에 발스 박사는 "재현되어서는 안되는 연구"라는 명목으로 이그노벨상 수상자로 선정되었다. 이 달갑지 않은 수상에 대해 발스 박사는 캐나다 의사 협회 저널에 "매일 이러한 부상을 치료하는 사람들에게, 이는 전혀 웃긴 이야기가 아니다"라고 인터뷰하였다.
 발스 박사의 연구 이후, 코코넛으로 인한 사망자 수를 과장한 주장이 널리 퍼져나갔다. 이러한 주장을 인용한 보도는 너무 널리 퍼져서, 근거 없는 사회통념을 폭로하는 신문 칼럼인 The Straight Dope가 이미 도시 전설이 되었다고 보도하였다. 작가인 조엘 베스트 또한 이러한 주장에 대해 "저널리즘이 현대의 도시 전설 수준이 되었다"고 이야기하였다.
영국의 여행 보험사인 클럽 트래블이 파푸아뉴기니를 여행하려는 개인에게 보험을 판매하기 위한 홍보 목적으로 상어 연구소의 "코코넛이 상어보다 10배나 위험하다"는 내용을 인용하면서, 이 전설은 더 널리 퍼져나가게 되었다. . 2002년 5월, "국제 상어 공격 사례 기록" 사이트의 관리자인 조지. H. 버제스가 "1년에 떨어지는 코코넛에 죽은 사람이 전세계적으로 150명이 넘는다"고 주장하면서, 이 전설은 다시금 퍼져나가게 되었다."